# Osjek
Osjek je mjesna zajednica općine Ilidža.

## Položaj
Smješten je s desne strane magistralne ceste Sarajevo-Kiseljak. Kroz ovo naselje teku rijeke Bosna i Zujevina. 

## Ime
Vjeruje se da je mjesto dobilo naziv po tome sto je tokovima ovih rijeka bilo odsječeno od ostalog dijela Sarajevskog polja. Starije ime je na ikavici, Osik (Ossik, kako je zapisao fra Mato Delivić) što je bio govor starosjedilačkih Hrvata Sarajevskog polja. Ikavski refleks imena imale su i Bilave, današnje Bjelave u Sarajevu.
Predio počevši od Bjelača na sjeveru i sve do Plandišta na jugu i glavna ulica u naselju nazivaju se starinskim, ikavskim hrvatskim oblikom, Osik, dok mjesna zajednica na području naselja nosi službeni naziv Osjek.

## Povijest
Prvi apostolski vikar u Bosni biskup fra Mate Delivić u svome izvješću iz 1737. godine naveo je mjesto Osik (Ossik) u župi Sarajevo, s 2 katoličke kuće i 8 katolika.

## Stanovništvo

### Nacionalni sastav stanovništva - Mjesna zajednica Osjek, popis1991.
Ukupno: 1.997
- Srbi - 1.802 (90,23%)
- Bošnjaci - 51 (2,55%)
- Hrvati - 20 (1,00%)
- Jugoslaveni - 98 (4,9%)
- ostali, neopredijeljeni i nepoznato - 26 (1,30%)